# Joan Mirabet i Bofarull
Joan Mirabet i Bofarull   (Catalunya, 1858 - l'Havana, 19 d'abril de 1920) fou un polític i publicista català. El 1880 va arribar a Cuba i el 1891 va fundar el setmanari La Honorata, publicat a l’Havana el 1892. Era partidari de Carles de Borbó com a pretendent al tron i es considerava representant del carlisme a Cuba, formant part del seu exèrcit, del qual es va assignar el grau de general. Manifestà les seves idees polítiques contràries al centralisme espanyol. Va ser col·laborador de La Voz de Galicia (1892) i de les revistes Catalunya, El Hogar i Vida Catalana. El 1898 fou alcaid de la presó de l'Havana. Va escriure la sarsuela La Plaza del Vapor i les obres teatrals Pagar el pato, El sueño de una virgen, El Negocio i Don Pedro de Bavieca. El 1907, publicà Castañas frías y calientes, on es reflecteixen diferents idees sobre la política espanyola, cubana i internacional.